# 12ª Brigada Aérea del Ejército "General de División Viktor Pavlenko"
12ª Brigada Aérea del Ejército "General de División Viktor Pavlenko":(en Idioma ucraniano: 12-та окрема бригада армійської авіації імені генерал-хорунжого Віктора Павленка): Es una unidad militar del componente aéreo de las Fuerzas Terrestres de Ucrania, directamente subordinada al Comando de las Fuerzas Terrestres, con base en la base aérea de Novyj Kalyniv.

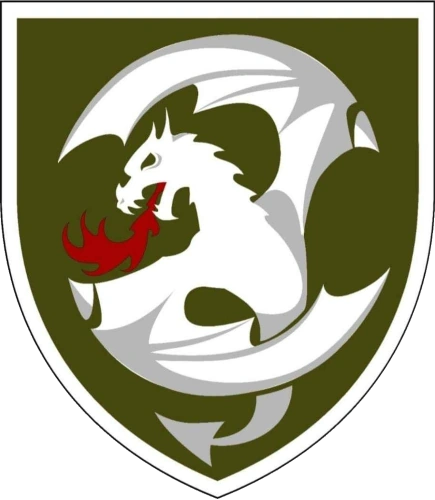
Insignia de la 12.ª Brigada de Aviación del Ejército de Ucrania

## Historia
Los orígenes de la brigada se remontan al 340º Regimiento de Aviación de Largo Alcance, establecido por primera vez en abril de 1943 en la Unión Soviética. En 1944 se convirtió en un regimiento de bombardeo, mientras que en 1946 se reorganizó en un regimiento de transporte aéreo. Finalmente, en 1959, se transformó en un regimiento de helicópteros. Después del colapso de la URSS, pasó a estar bajo la jurisdicción de Ucrania en 1992, y pasó a llamarse 7.º Regimiento Aéreo del Ejército.
Desde 1995, las tropas del regimiento han estado involucradas en operaciones de mantenimiento de la paz de las Naciones Unidas, operando en Yugoslavia, Sierra Leona, Liberia, Costa de Marfil, Irak y la República Democrática del Congo.
En marzo de 2014, tras la ocupación rusa de Crimea, el regimiento participó en combates en los aeródromos de Chernobaivka y Myrhorod. El 26 de mayo de 2014, tres helicópteros Mi-24 participaron en la batalla por el aeródromo de Donetsk. La unidad siguió participando en los combates en Donbass hasta 2015.
En 2016, el regimiento se transformó en la 12.ª Brigada Aérea del Ejército. El 5 de diciembre de 2020, por Decreto del Presidente de Ucrania N.º 545/2020, se otorgó el título honorífico de "General de Division Viktor Pavlenko".

### Funciones
De acuerdo con el plan de entrenamiento de combate de la 12.ª brigada de aviación del ejército separada que lleva el nombre del teniente general Viktor Pavlenko para el año académico 2022, la unidad militar realizó vuelos de mando el 11 y 12 de enero de 2022. Las tareas principales en la realización de vuelos de comandante fueron: desarrollo de motivación para el trabajo de vuelo; acumulación de experiencia práctica en el análisis de acciones erróneas; aumentar la eficiencia profesional de todas las unidades de apoyo; inspecciones periódicas de técnicas de aplicación de pilotaje, navegación y combate.

## Comandantes
- Coronel Yuri Verbelchuk (2008-2014)
- Coronel Vyacheslav Severylov (2014-2020)
- Coronel Vitaly Panasyuk (2020-2022)
- Coronel Dmytro Kulkevich (2022-en el cargo)

## Enlace
- Esta obra contiene una traducción  derivada de «12ª Brigata aerea dell'esercito "Maggior generale Viktor Pavlenko"» de Wikipedia en italiano, publicada por sus editores bajo la Licencia de documentación libre de GNU y la Licencia Creative Commons Atribución-CompartirIgual 4.0 Internacional.
- Esta obra contiene una traducción  derivada de «12th Army Aviation Brigade (Ukraine)» de Wikipedia en italiano, publicada por sus editores bajo la Licencia de documentación libre de GNU y la Licencia Creative Commons Atribución-CompartirIgual 4.0 Internacional.